# Николич, Стеван
Стеван Николич (серб. Стеван Николић; род. 28 сентября, 2002, Кралево, Союзная Республика Югославия) — сербский футболист, нападающий клуба «Траял».

## Клубная карьера
На молодёжном уровне выступал за белградский «Партизан» и «Земун». Отправлялся в аренду в «Телеоптик». 
В январе 2022 года стал игроком клуба «Марибор». Дебютировал в Первой лиге Словении 7 мая 2022 года в матче 34-го тура с клубом «Браво». С «Марибором» стал чемпионом Словении в сезоне 2021/22.

## Достижения
«Марибор»
- Чемпион Словении: 2021/22.